# Daniel Aguirre
Daniel Aguirre Domínguez (ur. 28 lipca 1999 w Redwood City) – amerykański piłkarz pochodzenia meksykańskiego występujący na pozycji środkowego pomocnika, od 2024 roku zawodnik meksykańskiej Guadalajary.